# Kanton Commercy
Commercy is een kanton van het Franse departement Meuse. Het kanton maakt deel uit van het arrondissement Commercy.

## Geschiedenis
Door toepassing van het decreet van 17 februari 2014,  werden op 22 maart 2015 de gemeenten Cousances-lès-Triconville, Dagonville, Erneville-aux-Bois, Nançois-le-Grand en Saint-Aubin-sur-Aire, in het westen van het kanton, overgeheveld naar het kanton Vaucouleurs. Hierdoor nam het aantal gemeenten in het kanton af van 19 tot 14.

## Gemeenten
Het kanton Commercy omvat de volgende gemeenten:
- Boncourt-sur-Meuse
- Chonville-Malaumont
- Commercy (hoofdplaats)
- Euville
- Frémeréville-sous-les-Côtes
- Geville
- Girauvoisin
- Grimaucourt-près-Sampigny
- Lérouville
- Mécrin
- Pont-sur-Meuse
- Saint-Julien-sous-les-Côtes
- Vadonville
- Vignot